# Mosty (gra)
Mosty – tradycyjna czeska gra planszowa. W Stanach Zjednoczonych znana jako Gale, od nazwiska matematyka Davida Gale'a. 
Rozgrywana jest na specjalnej planszy, składającej się z 30 pól białych i 30 czarnych, przy pomocy 24 pionów w postaci wydłużonego klocka (12 białych, 12 czarnych). Gracze wykonują ruchy na zmianę, zaczyna grający białymi pionami. W pierwszym etapie gracze ustawiają kolejno swoje piony tak, aby połączyć ze sobą pola odpowiedniego koloru. W drugim etapie, gdy już wszystkie piony są na planszy, gracze na zmianę wybierają jeden klocek i przekładają w inne miejsce planszy. Celem gry jest zbudowanie linii ciągłej ze swoich klocków pomiędzy dwoma brzegami planszy. 